# Liste des monuments historiques de Pérouges
Cet article recense les monuments historiques de Pérouges, en France.

## Statistiques
Pérouges compte 81 édifices comportant au moins une protection au titre des monuments historiques, soit 22 % des monuments historiques du département de l'Ain. 55 édifices comportent au moins une partie classée ; les 26 autres sont inscrits.
Bien que ne comptant que 1 205 habitants, Pérouges est la 31e commune de France en termes de protections au titre des monuments historiques.
Le graphique suivant résume le nombre d'actes de protection par décennies depuis 1880 :

## Liste
| Monument                                           | Adresse                                           | Coordonnées                      | Notice         | Protection | Date      | Illustration                                       |
| -------------------------------------------------- | ------------------------------------------------- | -------------------------------- | -------------- | ---------- | --------- | -------------------------------------------------- |
| Ancienne maison Carrière                           | Rue des Rondes                                    | 45° 54′ 12″ nord, 5° 10′ 43″ est | « PA00116508 » | Inscrit    | 1929      | Ancienne maison Carrière                           |
| École de filles de Pérouges                        | Rue des Rondes                                    | 45° 54′ 11″ nord, 5° 10′ 43″ est | « PA00116449 » | Inscrit    | 1929      | École de filles de Pérouges                        |
| Écurie Gerlier                                     | Rue des Rondes                                    | 45° 54′ 12″ nord, 5° 10′ 49″ est | « PA00116451 » | Inscrit    | 1929      | Écurie Gerlier                                     |
| Écurie Schlutz                                     | Rue des Rondes                                    | 45° 54′ 12″ nord, 5° 10′ 49″ est | « PA00116452 » | Inscrit    | 1929      | Écurie Schlutz                                     |
| Écurie Thimon                                      | Rue des Rondes                                    | 45° 54′ 14″ nord, 5° 10′ 47″ est | « PA00116450 » | Inscrit    | 1929      | Écurie Thimon                                      |
| Écuries Vernay                                     | Rue des Rondes                                    | 45° 54′ 12″ nord, 5° 10′ 42″ est | « PA00116453 » | Classé     | 1937      | Écuries Vernay                                     |
| Église Sainte-Marie-Madeleine de Pérouges          | Place de l'église, Porte d'En-Haut                | 45° 54′ 13″ nord, 5° 10′ 42″ est | « PA00116454 » | Classé     | 1912      | Église Sainte-Marie-Madeleine de Pérouges          |
| Grenier à sel                                      | Rue des Rondes                                    | 45° 54′ 12″ nord, 5° 10′ 50″ est | « PA00116514 » | Classé     | 1921      | Grenier à sel                                      |
| Hôpital de Pérouges                                | Rue des Rondes                                    | 45° 54′ 10″ nord, 5° 10′ 47″ est | « PA00116455 » | Inscrit    | 1929      | Hôpital de Pérouges                                |
| Hostellerie du Vieux Pérouges                      | Place de la Halle                                 | 45° 54′ 13″ nord, 5° 10′ 46″ est | « PA00116456 » | Classé     | 1941      | Hostellerie du Vieux Pérouges                      |
| Hostellerie du Vieux Pérouges                      | Place de la Halle                                 | 45° 54′ 13″ nord, 5° 10′ 46″ est | « PA00116457 » | Classé     | 1921      | Hostellerie du Vieux Pérouges                      |
| Immeuble de la rue des Contreforts                 | Rue des Contreforts                               | 45° 54′ 12″ nord, 5° 10′ 45″ est | « PA00116461 » | Classé     | 1921      | Immeuble de la rue des Contreforts                 |
| Maison                                             | Rue du Prince                                     | 45° 54′ 12″ nord, 5° 10′ 44″ est | « PA00116499 » | Classé     | 1921      | Maison                                             |
| Maison                                             | Rue des Rondes                                    | 45° 54′ 12″ nord, 5° 10′ 44″ est | « PA00116501 » | Classé     | 1921      | Maison                                             |
| Maison                                             | Rue des Rondes Rue du For                         | 45° 54′ 11″ nord, 5° 10′ 50″ est | « PA00116502 » | Inscrit    | 1925      | Maison                                             |
| Maisons                                            | Rue des Rondes                                    | 45° 54′ 12″ nord, 5° 10′ 50″ est | « PA00116515 » | Classé     | 1921      | Maisons                                            |
| Maison                                             | Place des Tilleuls Rue de la Halle-au-For         | 45° 54′ 12″ nord, 5° 10′ 47″ est | « PA00116505 » | Inscrit    | 1965      | Maison                                             |
| Maison                                             | Rue des Contreforts                               | 45° 54′ 11″ nord, 5° 10′ 44″ est | « PA00116509 » | Inscrit    | 1929      | Maison                                             |
| Maison                                             | Rue de la Halle-au-For Rue du For                 | 45° 54′ 11″ nord, 5° 10′ 48″ est | « PA00116511 » | Classé     | 1941      | Maison                                             |
| Maison                                             | Rue des Rondes                                    | 45° 54′ 10″ nord, 5° 10′ 48″ est | « PA00116512 » | Inscrit    | 1929      | Maison                                             |
| Maison                                             | Rue des Rondes                                    | 45° 54′ 11″ nord, 5° 10′ 51″ est | « PA00116513 » | Inscrit    | 1929      | Maison                                             |
| Maison Bache                                       | Rue des Rondes                                    | 45° 54′ 13″ nord, 5° 10′ 48″ est | « PA00116463 » | Classé     | 1930      | Maison Bache                                       |
| Maison Berges                                      | Porte d'En-Haut                                   | 45° 54′ 12″ nord, 5° 10′ 43″ est | « PA00116506 » | Classé     | 1912      | Maison Berges                                      |
| Maison Berges                                      | Rue des Rondes                                    | 45° 54′ 12″ nord, 5° 10′ 42″ est | « PA00116525 » | Classé     | 1921      | Maison Berges                                      |
| Maison du Cadran Solaire                           | Place de la Halle                                 | 45° 54′ 13″ nord, 5° 10′ 46″ est | « PA00116464 » | Inscrit    | 1927      | Maison du Cadran Solaire                           |
| Maison Cazin                                       | Rue des Rondes Rue de la Place                    | 45° 54′ 13″ nord, 5° 10′ 47″ est | « PA00116465 » | Classé     | 1921      | Maison Cazin                                       |
| Maison Devigne                                     | Rue des Rondes                                    | 45° 54′ 11″ nord, 5° 10′ 44″ est | « PA00116466 » | Classé     | 1930      | Maison Devigne                                     |
| Maison des Dîmes                                   | Rue des Rondes Rue des Contreforts                | 45° 54′ 11″ nord, 5° 10′ 45″ est | « PA00116467 » | Classé     | 1921      | Maison des Dîmes                                   |
| Maison et remparts                                 | Rue des Rondes                                    | 45° 54′ 12″ nord, 5° 10′ 50″ est | « PA00116516 » | Inscrit    | 1929      | Maison et remparts                                 |
| Maison Falconnet                                   | Rue des Rondes                                    | 45° 54′ 13″ nord, 5° 10′ 45″ est | « PA00116458 » | Classé     | 1941      | Maison Falconnet                                   |
| Maison Gagneux                                     | Rue des Rondes                                    | 45° 54′ 10″ nord, 5° 10′ 48″ est | « PA00116468 » | Inscrit    | 1929      | Maison Gagneux                                     |
| Maison Gerlier                                     | Rue des Rondes                                    | 45° 54′ 12″ nord, 5° 10′ 50″ est | « PA00116469 » | Classé     | 1921      | Maison Gerlier                                     |
| Maison Grezin                                      | Rue des Rondes                                    | 45° 54′ 10″ nord, 5° 10′ 48″ est | « PA00116470 » | Classé     | 1921      | Maison Grezin                                      |
| Maison Guedon                                      | Rue des Rondes                                    | 45° 54′ 11″ nord, 5° 10′ 44″ est | « PA00116471 » | Inscrit    | 1929      | Maison Guedon                                      |
| Maison Herriot                                     | Rue des Rondes Rue du Tambour                     | 45° 54′ 12″ nord, 5° 10′ 48″ est | « PA00116503 » | Classé     | 1921      | Maison Herriot                                     |
| Maison Janin                                       | Rue des Rondes Rue de la Tour                     | 45° 54′ 14″ nord, 5° 10′ 45″ est | « PA00116472 » | Inscrit    | 1925      | Maison Janin                                       |
| Maison Jean Escoffier                              | Place de la Halle                                 | 45° 54′ 12″ nord, 5° 10′ 45″ est | « PA00116459 » | Classé     | 1921      | Maison Jean Escoffier                              |
| Maisons Jourdan                                    | Rue des Rondes                                    | 45° 54′ 11″ nord, 5° 10′ 44″ est | « PA00116473 » | Classé     | 1937      | Maisons Jourdan                                    |
| Maison Magnin                                      | Rue du For                                        | 45° 54′ 10″ nord, 5° 10′ 48″ est | « PA00116474 » | Classé     | 1941      | Maison Magnin                                      |
| Maisons Magnin et Gaillard                         | Rue du For                                        | 45° 54′ 11″ nord, 5° 10′ 48″ est | « PA00116475 » | Classé     | 1921      | Maisons Magnin et Gaillard                         |
| Maison Mandon                                      | Rue des Rondes                                    | 45° 54′ 10″ nord, 5° 10′ 49″ est | « PA00116476 » | Classé     | 1930      | Maison Mandon                                      |
| Maison Martinet et Grassin                         | Rue du Prince                                     | 45° 54′ 12″ nord, 5° 10′ 44″ est | « PA00116477 » | Classé     | 1921      | Maison Martinet et Grassin                         |
| Maison Massa                                       | Rue du Tambour                                    | 45° 54′ 12″ nord, 5° 10′ 48″ est | « PA00116510 » | Inscrit    | 1929      | Maison Massa                                       |
| Maison Pacard                                      | Rue du For                                        | 45° 54′ 11″ nord, 5° 10′ 49″ est | « PA00116478 » | Classé     | 1941      | Maison Pacard                                      |
| Maison Perrin                                      | Rue des Rondes                                    | 45° 54′ 10″ nord, 5° 10′ 48″ est | « PA00116479 » | Classé     | 1921      | Maison Perrin                                      |
| Maison du Petit-Saint-Georges                      | Place de la Halle                                 | 45° 54′ 13″ nord, 5° 10′ 47″ est | « PA00116480 » | Inscrit    | 1929      | Maison du Petit-Saint-Georges                      |
| Maison Peychiers                                   | Rue de la Halle-au-For                            | 45° 54′ 11″ nord, 5° 10′ 47″ est | « PA00116481 » | Classé     | 1941      | Maison Peychiers                                   |
| Maison Plantier                                    | Rue des Rondes                                    | 45° 54′ 12″ nord, 5° 10′ 49″ est | « PA00116482 » | Classé     | 1921      | Maison Plantier                                    |
| Maison du Prince                                   | Rue du Prince                                     | 45° 54′ 12″ nord, 5° 10′ 45″ est | « PA00116460 » | Classé     | 1921      | Maison du Prince                                   |
| Maison du Prince                                   | Rue du Prince                                     | 45° 54′ 12″ nord, 5° 10′ 45″ est | « PA00116462 » | Classé     | 1921      | Maison du Prince                                   |
| Maison Raynaud-Gaillard                            | Rue du For Rue de la Brune Rue de la Halle-au-For | 45° 54′ 10″ nord, 5° 10′ 47″ est | « PA00116483 » | Classé     | 1941      | Maison Raynaud-Gaillard                            |
| Maison Rouby                                       | Rue des Rondes                                    | 45° 54′ 13″ nord, 5° 10′ 45″ est | « PA00116484 » | Classé     | 1941      | Maison Rouby                                       |
| Maison Ruivet                                      | Rue du For                                        | 45° 54′ 10″ nord, 5° 10′ 49″ est | « PA00116485 » | Classé     | 1921      | Maison Ruivet                                      |
| Maison Ruyssen                                     | Rue des Rondes                                    | 45° 54′ 11″ nord, 5° 10′ 50″ est | « PA00116486 » | Inscrit    | 1929      | Maison Ruyssen                                     |
| Maison Salomon                                     | Rue des Rondes                                    | 45° 54′ 11″ nord, 5° 10′ 50″ est | « PA00116488 » | Classé     | 1924      | Maison Salomon                                     |
| Maison Sambet-Bailly                               | Rue du Tambour                                    | 45° 54′ 12″ nord, 5° 10′ 49″ est | « PA00116489 » | Classé     | 1941      | Maison Sambet-Bailly                               |
| Maison Tacani                                      | Place de la Halle                                 | 45° 54′ 12″ nord, 5° 10′ 45″ est | « PA00116490 » | Classé     | 1937      | Maison Tacani                                      |
| Maison Tary                                        | Rue du Prince                                     | 45° 54′ 12″ nord, 5° 10′ 45″ est | « PA00116491 » | Classé     | 1930      | Maison Tary                                        |
| Maison Thevenet-Falconnet                          | Rue des Rondes                                    | 45° 54′ 13″ nord, 5° 10′ 44″ est | « PA00116492 » | Classé     | 1941      | Maison Thevenet-Falconnet                          |
| Maison Thevenin                                    | Rue du Prince                                     | 45° 54′ 13″ nord, 5° 10′ 45″ est | « PA00116493 » | Classé     | 1921 1941 | Maison Thevenin                                    |
| Maison Thibault                                    | Rue des Rondes                                    | 45° 54′ 14″ nord, 5° 10′ 45″ est | « PA00116495 » | Inscrit    | 1929      | Maison Thibault                                    |
| Maison Thibaut                                     | Rue du Tambour Rue de la Filaterie                | 45° 54′ 11″ nord, 5° 10′ 49″ est | « PA00116494 » | Classé     | 1924      | Maison Thibaut                                     |
| Maison Thibaut                                     | Rue des Rondes Rue du Tambour                     | 45° 54′ 11″ nord, 5° 10′ 49″ est | « PA00116504 » | Inscrit    | 1925      | Maison Thibaut                                     |
| Maison Thimon                                      | Rue des Rondes                                    | 45° 54′ 13″ nord, 5° 10′ 47″ est | « PA00116496 » | Inscrit    | 1929      | Maison Thimon                                      |
| Maison Timon                                       | Rue des Rondes                                    | 45° 54′ 13″ nord, 5° 10′ 48″ est | « PA00116500 » | Inscrit    | 1929      | Maison Timon                                       |
| Maison Valensot                                    | Rue des Rondes                                    | 45° 54′ 11″ nord, 5° 10′ 44″ est | « PA00116498 » | Classé     | 1929      | Maison Valensot                                    |
| Maison Vallet                                      | Rue des Rondes                                    | 45° 54′ 10″ nord, 5° 10′ 46″ est | « PA00116497 » | Inscrit    | 1929      | Maison Vallet                                      |
| Maison Vernay                                      | Rue des Rondes                                    | 45° 54′ 12″ nord, 5° 10′ 43″ est | « PA00116507 » | Classé     | 1912      | Maison Vernay                                      |
| Porte d'En-Bas                                     |                                                   | 45° 54′ 11″ nord, 5° 10′ 51″ est | « PA00116517 » | Inscrit    | 1929      | Porte d'En-Bas                                     |
| Porte d'En-Haut                                    | Place de l'église, Porte d'En-Haut                | 45° 54′ 12″ nord, 5° 10′ 42″ est | « PA00116518 » | Classé     | 1912      | Porte d'En-Haut                                    |
| Rempart                                            | Rue des Rondes                                    | 45° 54′ 10″ nord, 5° 10′ 49″ est | « PA00116520 » | Classé     | 1921      | Rempart                                            |
| Rempart                                            | Rue des Rondes                                    | 45° 54′ 09″ nord, 5° 10′ 47″ est | « PA00116522 » | Classé     | 1921      | Rempart                                            |
| Rempart                                            | Rue des Rondes                                    | 45° 54′ 10″ nord, 5° 10′ 45″ est | « PA00116524 » | Classé     | 1921      | Rempart                                            |
| Rempart                                            | Rue des Rondes                                    | 45° 54′ 13″ nord, 5° 10′ 48″ est | « PA00116527 » | Classé     | 1921      | Rempart                                            |
| Rempart attenant à la maison Grezin                | Rue des Rondes                                    | 45° 54′ 10″ nord, 5° 10′ 48″ est | « PA00116521 » | Classé     | 1921      | Rempart attenant à la maison Grezin                |
| Rempart attenant à la maison Messimy               | Rue des Rondes                                    | 45° 54′ 14″ nord, 5° 10′ 47″ est | « PA00116528 » | Classé     | 1921      | Rempart attenant à la maison Messimy               |
| Rempart attenant à la maison Moschard              | Rue des Rondes                                    | 45° 54′ 13″ nord, 5° 10′ 48″ est | « PA00116526 » | Classé     | 1921      | Rempart attenant à la maison Moschard              |
| Rempart attenant à la maison Nicolas               | Rue des Rondes                                    | 45° 54′ 10″ nord, 5° 10′ 45″ est | « PA00116523 » | Classé     | 1924      | Rempart attenant à la maison Nicolas               |
| Rempart attenant à la maison du Sergent de Justice | Rue des Rondes                                    | 45° 54′ 10″ nord, 5° 10′ 46″ est | « PA00116529 » | Classé     | 1921      | Rempart attenant à la maison du Sergent de Justice |
| Remparts                                           | Rue des Rondes                                    | 45° 54′ 11″ nord, 5° 10′ 51″ est | « PA00116519 » | Inscrit    | 1929      | Remparts                                           |
| Ruines de la maison Salomon                        | Rue des Rondes Rue du Tambour                     | 45° 54′ 12″ nord, 5° 10′ 48″ est | « PA00116487 » | Classé     | 1924      | Ruines de la maison Salomon                        |